# Дисморфофобія
Дисморфофо́бія (Morselli E., 1886; від дав.-гр. δυσ- — префікс з негативним значенням, μορφή — вигляд, зовнішність, φόβος — страх), також відома як дисморфобія та інколи згадується як тілесна дисморфія, тілесний дисморфічний розлад і просто — дисморфія (англ. body dysmorphic disorder (BDD)) — психічний розлад, різновид неврозу, при якому людина надмірно занепокоєна та зайнята незначним дефектом або особливістю свого тіла. Зазвичай, починається в молодому або підлітковому віці. Частота наявності цього розладу серед чоловіків та жінок приблизно однакова, супроводжується високим ризиком самогубства в порівнянні з іншими розладами психіки. Хворі можуть скаржитися на декілька певних «дефектів», один «дефект», невизначену особливість або зовнішній вигляд, при цьому страждають важливі сторони життя хворого — здатність працювати, нормально функціювати в суспільстві, обслуговувати себе.
В тих випадках, коли ідеї набувають характер марення, з втратою критики та відповідною поведінкою, доцільніше говорити про марення фізичної вади.

## Загальні дані
Термін уведений у 1886 році професором Енріко Морселлі. Дисморфофобію, зазвичай, виявляють у осіб, які достатньо критично ставляться до своєї зовнішності, попри відсутність значних дефектів і те, що навколишні люди не надають особливого значення або не помічають «дефекту».
Багатьом людям хотілося б щось змінити або покращити у своїй зовнішності, але люди, які страждають дисморфофобією й мають нормальну та інколи привабливу зовнішність, вважають, що вони потворні до такої міри, що уникають соціальних контактів через побоювання бути висміяними. Часто вони неохоче звертаються по допомогу через сором'язливість або побоювання того, що їх «не зрозуміють». Жінки частіше звертаються по допомогу, ніж чоловіки.
Часто навколишні люди сприймають симптоми хвороби неправильно, вважаючи їх проявом дурості та бажання виділитися.
Дисморфофобії поєднують у собі обсесивний та компульсивний компоненти синдрому нав'язливих станів. Хворі можуть годинами дивитися у дзеркало або навпаки — уникати дзеркал, думати про свою зовнішність тривалий час протягом дня (не менш як 1 годину, а зазвичай довше), а в серйозних випадках настійливо уникати соціальних контактів та ставати відлюдниками.
Дослідження в Німеччині показало, що 1–2 % населення мають симптоми дисморфофобії, які відповідають помірним ознакам розладу. Для них була характерна низька самооцінка через критичне ставлення до свого зовнішнього вигляду. Розлад діагностувався однаково часто серед чоловіків і жінок і був причиною розвитку соціофобії.
Phillips & Menard (2006) у проведених дослідженнях з'ясували, що частота суїциду у хворих дисморфофобією була в 45 разів вищою, ніж у загальній популяції в США. Це вдвічі більше, ніж серед людей, які страждають депресією, і втричі більше, ніж при біполярному розладі особистості. Також дослідники припустили існування зв'язку між недіагностованою дисморфофобією та більш високим, ніж у загальній популяції, ризиком самогубства серед людей, яким робили косметичні операції. При розладах гендерної ідентифікації, коли пацієнт незадоволений своєю біологічною статтю, прискорюється розвиток дисморфофобії, яка спрямована на існуючу стать, що перебуває в постійному конфлікті з тією статтю, з якою себе ідентифікує пацієнт. Висока коморбідність дисморфофобії в пацієнтів з розладом гендерної ідентифікації призводить до підвищення ризику спроби самогубства до 20 %; тоді як для пацієнтів з тільки дисморфофобією вона становить 15 %.

## Коморбідність
Існує великий ступінь коморбідності з іншими психіатричними розладами, що часто призводить до неправильних діагнозів лікарів-клініцистів.

Дослідження вказують на те, що приблизно 76 % людей з дисморфофобією переживатимуть глибоку депресію в якийсь момент життя, і це значно вище, ніж очікувані 10–20 % серед загального/звичайного населення.
Близько 37 % людей з дисморфофобією будуть також переживати соціальну фобію та до 32 % — обсесивно-компульсивний розлад. 

Розлади харчової поведінки, такі як нервова анорексія та нервова булімія, також інколи зустрічаються в людей з дисморфофобією, зазвичай, у жінок, як і трихотиломанія (нав'язливе висмикування волосся) та підтипні розлади: марення власного запаху і м'язова дисморфія.

## Діагностичні критерії

### МКХ-10Діагностичні критерії
Загальні діагностичні критерії дисморфофобії (F45):
- Постійна стурбованість можливістю або наявністю важкого захворювання фізичної природи, яке прогресує, або потворності.
- Хворий інтерпретує нормальні відчуття як ознаки захворювання.
- Увага зазвичай сконцентрована на одному-двох органах або системах організму.
- Нерідкі спроби маніпулювання у сім'ї або інших соціальних сферах, використовуючи декларовані розлади.
- У низці випадків на першому плані стану — прагнення подолати хворобу підшукуванням оздоровчих заходів, ощадного режиму та самолікуванням (надцінна іпохондрія).

### DSM-IVДіагностичні критерії
- Стурбованість ймовірним дефектом зовнішності та внутрішнім станом. Якщо невелика фізична аномалія і присутня, то їй приділяється надмірна увага.
- Стурбованість викликає виражене страждання або погіршення у соціальній, професійній або іншій важливій області функціонування.
- Стурбованість не можна пояснити іншим розладом психіки (наприклад, незадоволеність формою і масою тіла при анорексії).

## Основні симптоми
Існує багато поширених симптомів і поведінок, які пов'язані з дисморфофобією.
Часто ці симптоми й поведінки визначаються природою тих вад, що в собі бачать люди, які страждають на дисморфофобію. Наприклад, використання косметики найбільш поширене серед осіб, яким здається, що вони мають дефекти шкіри. Отже, багато людей, що страждають на дисморфофобію, будуть демонструвати лише декілька спільних симптомів та поведінок.
- Симптом дзеркала — пацієнти постійно дивляться у дзеркало та інші віддзеркалювані поверхні, прагнучи знайти вигідний ракурс, у якому ймовірний дефект не видно, і визначити, яка саме корекція «вади» необхідна.
- Симптом фотографії — категорична відмова фотографуватися під різними приводами, насправді страх того, що фото «увічнить потворність»; відмова від використання дзеркал.
- Спроба приховувати ймовірний дефект, наприклад, використовуючи косметику, носячи мішкуватий одяг і капелюхи.
- Надмірний догляд за зовнішністю: чищення шкіри, причісування волосся, висмикування брів, гоління та інше.
- Нав'язливе торкання шкіри для обмацування «дефекту».
- Випитування родичів про «дефект».
- Надмірне захоплення дієтами та фізичними вправами.
- Соціальна депривація і коморбідна депресія.
- Відмова зовсім виходити з дому або вихід тільки у визначений час, наприклад, вночі.
- Знижена навчальна діяльність (проблеми з оцінками, проблеми з відвідуваністю школи/коледжу)
- Проблеми з починанням та підтримкою відносин — дружніх і особистих.
- Зловживання алкоголем і/або ліками (часто як спроба самолікування)
- Тривожність; можливі панічні напади.
- Симптоми глибокої депресії.
- Постійна низька самоповага.
- Суїцидальне мислення.
- Соціальне віддалення та віддалення від сім'ї, соціальна фобія, самотність і соціальна ізольованість.
- Залежність від інших, наприклад від партнера, друга або батьків.
- Нездатність працювати.
- Нездатність зосереджуватися на роботі через стурбованість своїм виглядом.
- Відчуття незручності у суспільстві, підозри, що інші помічають «дефект» і глузують з нього.
- Порівняння свого зовнішнього вигляду або окремих частин тіла з кумиром, вказування на це родичам.
- Використання методів відволікання: спроба відвернути увагу від «дефекту», носячи екстравагантний одяг або коштовності, які впадають в око.
- Нав'язливий пошук інформації: читання книжок, газетних статей і вебсайтів, які мають стосунок до «дефекту» (наприклад, облисіння або дієта чи вправи).
- Бажання виправити дефект за допомогою пластичної хірургії, багаторазові пластичні операції, які не приносять бажаного задоволення.
- В крайніх випадках, пацієнти намагалися самі зробити собі пластику або вставити імплантати. Можливі спроби видалити «дефект» самостійно, наприклад, ножем, коли у ролі дефекту виступає лунина або інша особливість нормальної шкіри.

## Найчастіші локалізації «дефектів»
У дослідженні, яке провела доктор Катаріна Філіпс (Katharine Philips), брало участь більш ніж 500 пацієнтів. Ось у якому порядку розподілилися місця «дефектів»:
| - Шкіра (73 %) - Волосся (56 %) - Ніс (37 %) - Вага (22 %) - Живіт (22 %) - Груди/соски (21 %) - Очі (20 %) - Стегна (20 %) - Зуби (20 %) - Ноги (у цілому) (18 %) - Будова тіла/Структура кісток (16 %) - Потворне обличчя (14 %) - Розмір/форма обличчя (12 %) - Губи (12 %) - Сідниці (12 %) - Підборіддя (11 %) - Брови (11 %) - Вуха (9 %) - Рука/Зап'ясток (9 %) | - Талія (9 %) - Геніталії (8 %) - Щоки/Вилиці (8 %) - Литки (8 %) - Зріст (7 %) - Форма/Розмір голови (6 %) - Лоб (6 %) - Ступні ніг (6 %) - Кисті рук (6 %) - Щелепа (6 %) - Рот (6 %) - Спина (6 %) - Пальці (5 %) - Шия (5 %) - Плечі (3 %) - Коліна (3 %) - Пальці ніг (3 %) - Щиколотки (2 %) - Мускулатура обличчя (1 %) |

Доволі часто зустрічалися пацієнти, які бачать у себе «дефекти» в кількох місцях.

## Етіологія (причини захворювання)
Дисморфофобії, зазвичай, розвиваються в підлітковому віці, коли ставлення до своєї зовнішності найбільш значуще. Багато пацієнтів доволі тривалий час страждають від хвороби, перед тим як звернутися до психіатрів. При звертанні до спеціалістів, у них виявляються симптоми депресії, соціальної фобії, обсесивно-компульсивного синдрому, однак істинна симптоматика дисморфофобії відходить на другий план. Більшість з них впевнені, що їх уявлення про власний зовнішній вигляд відповідає дійсності.
Істинна причина розвитку дисморфофобій незрозуміла. Скоріш за все, причини багатофакторні.

### Біологічні/генетичні
- Порушення обміну нейромедіаторів — низький рівень серотоніну, скоріш за все спадкового характеру. Ця теорія підтримується тим фактом, що багато пацієнтів позитивно реагують на селективні інгібітори зворотнього захоплення серотоніну (СІОЗСи) — клас антидепресантів, які дозволяють створювати високу концентрацію серотоніну в нервових клітинах. Однак бувають випадки, коли симптоми тільки погіршуються від застосування інгібіторів зворотнього захоплення серотоніну. Припускають, що дисбаланс інших нейромедіаторів, таких як дофамін і гамма-аміномасляна кислота, також може бути фактором, який сприяє розвитку хвороби.
- Обсесивно-компульсивний розлад — дисморфофобія часто зустрічається при ОКР, коли хворі нестримно дотримуються ритуалів, які можуть змінити їх життя. Наявність генетичної схильності або ОКР в анамнезі, можуть підвищувати шанс розвитку дисморфофобії.
- Генералізований тривожний розлад — дисморфофобія може бути коморбідна ГТР. При ньому наявне надмірне хвилювання з багатьох різних приводів. Порушує нормальне життя хворого, у тому числі через уявний фізичний недолік.
- Генетична схильність: існує припущення, що певні гени можуть робити людину більш схильною до розвитку дисморфофобії. З цією теорією узгоджується той факт, що приблизно 20 % осіб, які мають це захворювання мають як мінімум одного родича першого ступеня, тобто одного з батьків, дитину або брата/сестру, хто також має цей розлад; хоча не встановлено, чи це пов'язано з генетичними факторами чи із факторами, які обумовлені навколишніми умовами. Дослідження особистісної психології на близнятах вказують на те, що на більшість психіатричних розладів, як мінімум до деякого ступеня, впливають генетичні та нейробіологічні фактори, хоча і не існує подібних досліджень, які б проводилися конкретно для дисморфофобії.
- Ділянки мозку: наступна біологічно-основана гіпотеза щодо розвитку дисморфофобії — це можливі аномалії в певних ділянках мозку. Дослідження, які засновані на магнітно-резонансній томографії (МРТ), виявили, що люди з дисморфофобією можуть мати аномалії в ділянках мозку, які схожі на ті, які виявлялися при обсесивно-компульсивному розладі.
- Обробка зорової інформації: тоді як одні дослідники вважають, що дисморфофобію викликає спотворене сприйняття людиною своєї дійсної зовнішності, інші висунули гіпотезу, що люди з цим розладом насправді мають проблеми з обробленням зорової інформації. Ця теорія узгоджується з тим фактом, що ті люди, які лікувалися за допомогою інгібіторів зворотнього захоплення серотоніну, часто повідомляють про зникнення їх недоліку і що вони більше не бачать його, що може бути викликано зміною у сприйнятті людини самої себе, ніж зміною у самому обробленні зорової інформації.

### Психологічні
- Дражніння або критика: Було припущено, що дражніння або критика відносно зовнішності могли сприяти початку дисморфофобії. Хоча малоймовірно, що дражніння викликає дисморфофобію, оскільки більшість людей дражнили у якийсь момент їх життя, тим не менш, це може діяти як спусковий гачок для людей, які генетично схильні до дисморфофобії. Приблизно 60 % людей з дисморфофобією повідомляють, що їх часто або постійно дражнили у дитинстві.
- Стиль/манера виховання: так само як дражніння, стиль виховання може сприяти початку дисморфофобії, наприклад, батьки людей, які надають надмірне значення/роблять надмірний наголос на естетичній зовнішності (тобто ця естетична зовнішність — найважливіша річ у житті) — може подіяти як спусковий гачок для тих, хто генетично схильний.
- Інші життєві події: багато інших життєвих подій можуть діяти як спусковий гачок для дисморфофобії, наприклад, зневага чи ігнорування, фізична і/або сексуальна травма, відчуття небезпеки і відмова.

### Фактори, які відносяться до навколишнього середовища
- Медіа: Було висунуто теорію, що вплив засобів масової інформації може сприяти розвитку дисморфофобії, наприклад, ефектні/гламурні моделі, які натякають на необхідність естетичної краси. Дисморфофобія, однак, зустрічається у всіх країнах, включаючи ізольовані області, де доступ до засобів масової інформації обмежений або дорівнює нулю. Таким чином, малоймовірно, що вплив ЗМІ є причиною дисморфофобії, однак вони можуть діяти як спусковий гачок для тих людей, які мають генетичну схильність, або можуть погіршити вже наявні симптоми дисморфофобії.

### Особливості характеру/особистісні властивості
Певні риси особистості можуть збільшити ймовірність розвитку дисморфофобії.
Особистісні риси, які, як було припущено, є факторами, що сприяють, включають в себе:
- Перфекціонізм
- Сором'язливість
- Інтроверсія
- Чутливість до несприйняття/відкидання або критики.
- Невпевненість
- Риси особистості які вказують на прагнення уникати сторонніх/неконтактність.
- Невротичний стан/невроз

Оскільки особистісні властивості у людей з дисморфофобією бувають достатньо різними, малоймовірно, що вони є прямими причинами дисморфофобії. Однак, як і у випадку з психологічними факторами й факторами навколишнього середовища, вони можуть діяти як спускові гачки для тих людей, які вже мають генетичну схильність до розвитку розладу.

## Втрата працездатності
Зустрічаються як легкі форми хвороби, так і важкі, що призводять до порушення соціального функціювання і неможливості виконувати професійні обов'язки. Близькі та колеги також страждають від проявів хвороби.
Більшу частину часу вони перебувають у пригніченому настрої.

## Прогноз
Більшість пацієнтів перед звертанням до психолога або психіатра неодноразово звертаються до дерматологів і пластичних хірургів, однак це не приносить їм полегшення. При своєчасному і адекватному лікуванні прогноз сприятливий для більшості хворих, у частини хворих відмічаються рецидиви, у частини хворих захворювання характеризується хронічним перебігом. При відсутності лікування симптоми хвороби зберігаються.

## Розповсюдженість
Дослідження показали, що дисморфофобія зустрічається у 0,7—1,1 % людей і 2—13 % недіагностованих випадків. 13 % хворих, які перебувають у психіатричних лікарнях, мали симптоми дисморфофобії.
Деякі хворі з діагнозом ОКС страждали і від дисморфофобії.
У проведених дослідженнях виявлено, що часто її не вдається діагностувати.

## Лікування
Дослідження показали, що психодинамічні моделі не працюють при дисморфофобії. Однак, використання когнітивно-біхевіоральної психотерапії виявилося ефективним. Дослідивши 54 пацієнтів з дисморфофобією, частині з яких (у випадковому порядку) проводили психотерапію, був відмічений суттєвий ефект — у 82 % випадків після лікування і в 77 % при тривалому спостереженні.
У медикаментозному лікуванні дисморфофобії застосовуються антидепресанти. Дослідивши 74 пацієнти у випадковому порядку, подвійним сліпим дослідженням, після 12 тижнів було зареєстровано, що 53 % хворих, які отримували флуоксетин, відзначили поліпшення.
Без лікування дисморфофобія може набувати хронічного перебігу, може продовжуватися все життя і бути причиною соціальної дезадаптації.